# Бегин, Бени
Зеэв Беньямин (Бени) Бегин (ивр. זאב בנימין "בני" בגין‎, родился 1 марта 1943 года) — израильский учёный-геолог, политический и государственный деятель, сын бывшего премьер-министра Израиля Менахема Бегина.

## Биография
Бени Бегин родился в Иерусалиме (подмандатная Палестина) в семье Ализы и Менахема Бегина, руководителя тогда подпольного движения Иргун. «Бени узнавал меня только по голосу», — скажет позже его отец о периоде до 1948 года.
Учился в средней школе «Кармель» в Тель-Авиве, затем в Еврейском университете Иерусалима по специальности геология.
Армейскую службу (1960—1962; 1975—1976) проходил в  танковых войсках.
После окончания университета в 1967 году и по 1988 год он работал в «Государственном институте геологии» (англ.). В 1978 году он окончил учёбу в университете штата Колорадо (англ.), получив степень доктора (Ph.D) геологии.
Бени Бегин женат, у него шесть детей. В марте 2000 года во время тренировочного полета погиб сын Бени Бегина, Йонатан Бегин.

## Политическая карьера
Впервые Бени Бегин был избран в кнессет в 1988 году от партии «Ликуд». После заключения «Соглашений в Осло» в 1993 году он неоднократно приводил в прессе примеры нарушения Соглашения палестинской стороной, которые пыталось скрыть от общественности правительство Рабина — Переса.
В 1993 году, после ухода Ицхака Шамира, он выставил свою кандидатуру на пост лидера «Ликуда» на праймериз, но уступил Биньямину Нетаниягу. После победы «Ликуда» на выборах в кнессет 1996 года, он был назначен на пост министра науки в правительстве Нетаниягу (каденция 1996—1999 гг.). В 1997 году Бени Бегин ушёл в отставку в знак протеста против принятия правительством (11 голосами против 7) «Соглашения по Хеврону» (англ.).
Бени Бегин последовательно пытался вернуть «Ликуд» к политике её предшественницы — партии «Херут», созданной его отцом в 1948 году. После ухода из правительства Нетаниягу, воссозданная им при поддержке Ицхака Шамира партия «Херут» вышла из «Ликуда» и присоединилась к другим правым партиям для создания блока «Ихуд Леуми», противостоявшего «Соглашениям в Осло», заключение которых, по их мнению, нанесло серьёзный ущерб Израилю.
Он также выставил свою кандидатуру на пост премьер-министра, но снял её за несколько дней до выборов, чтобы не уменьшить количество голосов в пользу Нетаниягу. После того, как «Ихуд Леуми» под его руководством получил на выборах в кнессет 1999 года только 4 мандата, Бени Бегин отказался своего места в кнессете и оставил политику, вернувшись к науке и преподаванию..
В 2005 году он был назначен директором «Государственного института геологии»
2 ноября 2008 года Бени Бегин объявил о своем возвращении в политику и в партию «Ликуд», выставив свою кандидатуру в список «Ликуда» к выборам в кнессет 2009 года.
По результатам праймериз он занял 5-е место в списке партии, и после того, как «Ликуд» получил 27 мест в кнессете 18-го созыва, Бени Бегин вернулся в кнессет. После выборов Бени Бегин был назначен на пост «министра без портфеля» и членом узкого кабинета по вопросам государственной политики и безопасности (митбахона) в правительстве, сформированным Нетаниягу. В 2015 году, при формировании нового кабинета, также назначен был «министром без портфеля», но пробыл в должности всего 11 дней.

## Политические взгляды
Бени Бегин выступает против создания палестинского государства на базе существующей под израильским контролем Палестинской автономии В интервью газете «Хаарец» он так объяснил свою оппозицию созданию этого государства:
- «Без военного контроля (Израиля) над Самарией, Иудеей и сектором Газа, не будет безопасности в Тель-Авиве. Мы должны жить вместе с людьми, которые не хотят нас (здесь), (и) вести себя достойно как с жителями Израиля — неевреями, так и с теми, кто не является гражданами Израиля. Есть ли (здесь) противоречие между моим национализмом и моими либеральными взглядами? Я полагаю, что это сегодняшняя потребность, которой я обязан следовать».[21]